# Ixora panurensis
Ixora panurensis là một loài thực vật có hoa trong họ Thiến thảo. Loài này được Müll.Arg. mô tả khoa học đầu tiên năm 1875.